# Ritiševo
Ritiševo (en serbe cyrillique : Ритишево ; en roumain : Râtișor ; en hongrois : Réthely) est un village de Serbie situé dans la province autonome de Voïvodine. Il fait partie de la municipalité de Vršac dans le district du Banat méridional. Au recensement de 2011, il comptait 496 habitants.

## Démographie

### Évolution historique de la population
| 1948  | 1953  | 1961  | 1971  | 1981 | 1991 | 2002 | 2011 |
| ----- | ----- | ----- | ----- | ---- | ---- | ---- | ---- |
| 1 157 | 1 099 | 1 098 | 1 017 | 954  | 808  | 509  | 496  |

|  |